# Сельва-ді-Валь-Гардена
Сельва-ді-Валь-Гардена, Сельва-ді-Валь-Ґардена (італ. Selva di Val Gardena) — муніципалітет на півночі Італії, у регіоні Трентіно-Альто-Адідже,  провінція Больцано.
Сельва-ді-Валь-Гардена розташована на відстані близько 530 км на північ від Рима, 75 км на північний схід від Тренто, 33 км на схід від Больцано.

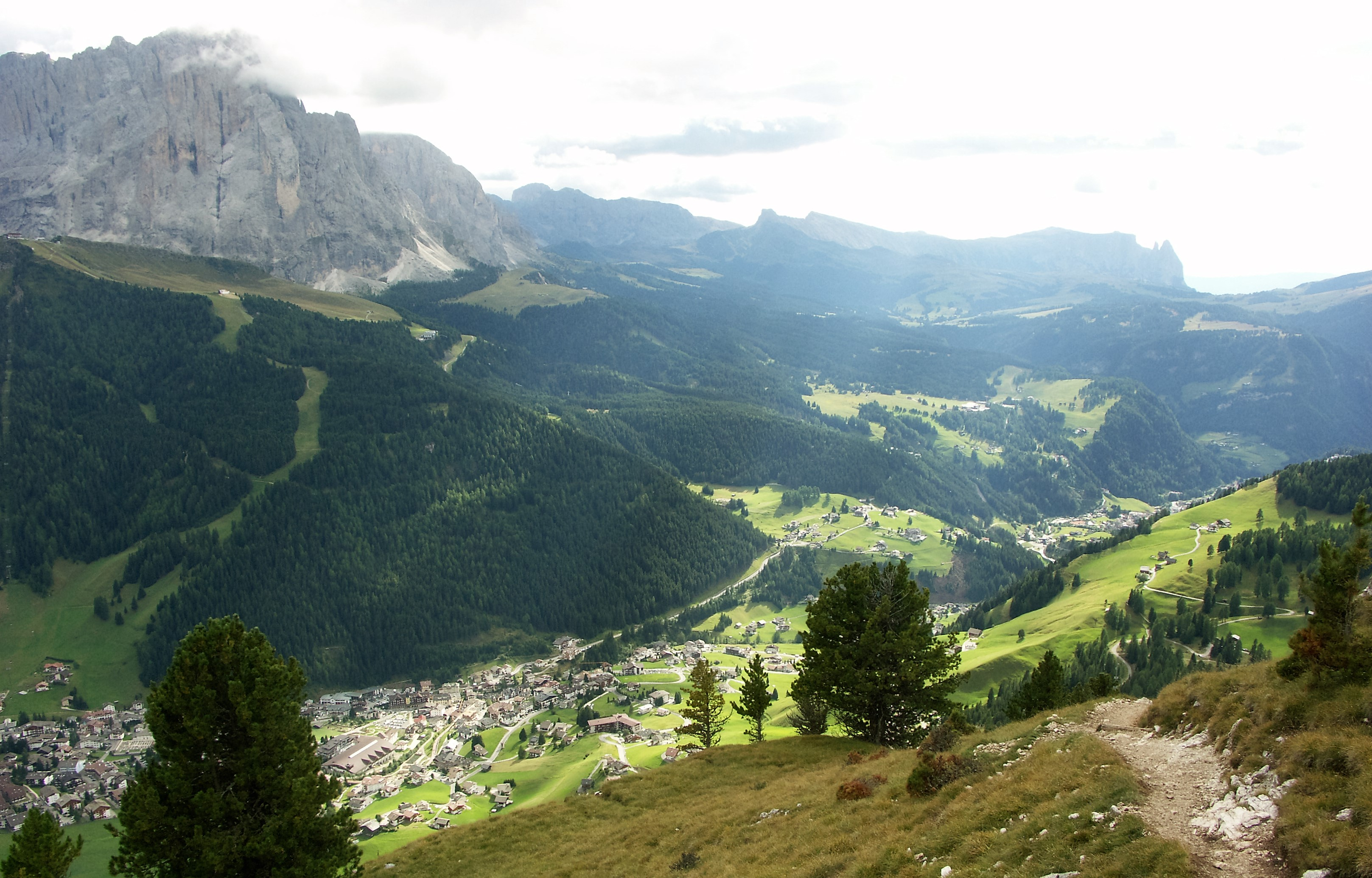

Населення — 2636 осіб (2014).

## Демографія
Населення за роками:

Станом на 1 січня 2023 року в муніципалітеті офіційно проживало 157 іноземців з 33 країн, серед них 79 громадян країн Євросоюзу та 11 громадян України.

## Сусідні муніципалітети
- Бадія
- Кампітелло-ді-Фасса
- Канацеї
- Корвара-ін-Бадія
- Сан-Мартіно-ін-Бадія
- Санта-Кристіна-Вальгардена

## Спорт
У місті базується хокейна команда «Валь-Гардена» чотириразовий чемпіон Італії.